# Beth Suzacq
Beth Suzacq (Montevideo, 9 de abril de 1982) es una cantante, compositora y actriz uruguaya.

## Carrera
Hija del pianista “Rolo” Suzacq, comenzó sus estudios de piano y solfeo a los 7 años. En la adolescencia descubrió su vocación por el canto. Desarrolló su carrera entre el Jazz, Blues y Soul, tanto en su país como en Argentina.
En 2013 se afincó en Madrid siendo programada en los principales festivales y clubes de Madrid (Bogui Jazz, Café Berlín, Populart o Sala Clamores, acompañada por Jorge Vistel – Trompeta (Quincy Jones) Rafael Águila – Saxofón (Chucho Valdés) Maikel Vistel – Saxofón (Calle 13) Luis Guerra – Piano (Alain Pérez) Antonio Miguel _ Bajo (Concha Buika) Miguel Lamas – Batería (Abraham Mateo). También realizó presentaciones en Holanda, Hungría e Italia.
Entre 2013 y 2016 ejerció la docencia en varias escuelas y academias de Madrid; trabajó como musicoterapeuta para niños con TDAH  en la A.P.D.E. y formó parte de "Música en Vena"  (asociación sin fines de lucro) realizando conciertos intrahospitalarios.
En esos años forma parte de la Sociedad de Blues de Madrid con su banda "Betina & los Correctos", compartió escenario con la leyenda del Blues  John_Primer (Willie Dixon, Muddy Waters), Black Amaya (Pappo, Pescado Rabioso) y Kirk Fletcher, entre otros.
En 2017 lanzó su álbum debut titulado Beth Suzacq, fusionando jazz, soul, blues y ritmos de su tierra. El mismo fue nominado a los premios MIN en seis categorías, destacándose Mejor Álbum de Jazz.
En 2018 y parte de 2019 recorre las Islas Canarias y Baleares presentándo su show "Back to classics".
A fines de 2019 regresó a Uruguay desarrollando otros estilos, como el Pop y la música de cantautora. Presentó en la Sala Platea Sur su nuevo material Sale de mi y en paralelo dirigió Betina's Crew, banda formada en su totalidad por intérpretes femeninas. Volvió a las tablas bajo la dirección del dramaturgo Jonhatan Sconamiglio con la obra teatral Tinder.
En 2020 conmemoró los 70 años del Hot Club de Montevideo en el Teatro Solís y estrenó la obra teatral Las Fox, bajo la dirección y producción de Raphael Dufort y Álvarez.
Fue vocalista, arreglista y productora en la banda estable del late-night-show Protocolo Cero que hizo su primera temporada en El Comedy y su segunda temporada en vivo desde el Teatro La Candela.
En 2021 vuelve a ejercer la docencia en la Escuela de Música de Montevideo.
Actúa en la película "El Asistente" dirigida por Augusto Tejada, que fue estrenada en cines y por Star+ en marzo de 2023.
En 2022 es llamada para formar parte del disco "Doble ilusión" del artista Gavilán, el álbum resulta nominado a los Premios Graffiti como Mejor Álbum Rock. Lo presentan en la Sala Hugo Balzo y la Plaza Seregni con apoyo de la Intendencia Departamental de Montevideo. 
Ese mismo año fue seleccionada para participar en la primera edición de La voz Uruguay. Siendo disputada por Rubén Rada, Lucas Sugo y Valeria Lynch; eligiendo a esta última para ser parte de su equipo.
A fin de año debuta en el espectáculo ruso: Cabaret Courage; dirigido por Artëm Volchenko en el Enjoy Resort & Casino.
En 2023 es seleccionada por la Asociación Uruguaya de Músicos para presentarse en la Sala Verdi en el marco de su 85° Aniversario.
Protagoniza la segunda temporada de "Cabaret Courage" en el Teatro Arocena y actúa en la cuarta temporada de la obra teatral "Aguarde en línea".  
En 2024 protagoniza el cortometraje "La Dama del Diablo", realizado en una coproducción uruguayo-española.  
En abril se presenta en el Auditorio Nacional Doctora Adela Reta del Sodre festejando el Día Internacional del Jazz avalado por la Unesco con el apoyo del Ministerio de Educación y Cultura de Uruguay.
En paralelo, desde 2019 a la actualidad, se presenta habitualmente en los escenarios del Enjoy Resort & Casino en Punta del Este.

## Formación
- 1999 - Canto y Técnica Vocal con la Artista Lírica "Socorrito" Villegas (Foniatra / Músico-Terapeuta)

- 2001 - Canto e Impostación de la Voz con la Cantante de Ópera Nelly Pacheco (SODRE)

- 2002 / 03 - Arte Escénico con el Docente/Actor Camilo Bentancur[18] (Comedia Nacional)

- 2006 / 07 - Teatro de Máscaras y Preparación Física para el Actor con el Docente/Actor/Director Carlos Saralegui (IAM / SUA)

- 2009 - Masterclass de Vocal Jazz con la Cantante/Pianista nominada al Grammy Roseanna Vitro (U.S.A.)

- 2010 / 11 - Escuela Superior de Comunicación Social (CETP)

- 2011 - Educación de la Voz con la Licenciada en Fonoaudiólogía Sara Dufau (Canto y Técnica Vocal)

- 2012 - Curso de stand up en el Club de Comedia con los docentes y guionistas Ernesto Muniz y Juan Pablo Olivera

- 2015 - Seminario de Jazz en Roma con el pianista, docente, arreglista y compositor Barry Harris (American Jazz Master)

- 2015 - Masterclass de Composición Musical con Vetusta Morla en la Escuela Universitaria de Artes TAI (Madrid)

- 2016 - Workshop de Técnica Vocal en Madrid con la Cantante/Compositora Séverine Parent (Preparador Vocal del Cirque du Soleil)

- 2020 - Workshop de Técnica Vocal con Christopher Stephens docente en The American Musical and Dramatic Academy (New York)

- 2020 - Curso de Elaboración y Producción de Proyectos Musicales Docentes: Lic. Martín Inthamoussu (Presidente SODRE) Lic. Cecilia Canessa (Directora Sala Zitarrosa)

- 2021 - Taller guiado por el Vocal Preparador Miguel Manzo para The Platinum Voice Summit (Barcelona)

- 2021 - Curso de Producción Musical con Alejo Stivel productor del álbum 19 días y 500 noches de Joaquín Sabina (España)

- 2021 - Taller de Internacionalización de Proyectos Musicales avalado por el MEC con el Lic. Diego Traverso (Uruguay)

- 2021 - Workshop de Canto aplicando el Método Feldenkrais con Sabrina Lastman (Uruguay)

- 2021 - Autoficción Teatral con el Docente/Actor Gustavo Saffores en el EDA (Uruguay)
- 2022 - Arte Escénico con el Docente/Actor Robert Moré en el Teatro Circular (Uruguay)
- 2023 - Masterclass de Canto Lírico con Kamal Khan (USA) en el Centro Cultural de España

## Discografía
- Beth Suzacq (álbum homónimo) - 2017

1. «Intro Soul» - Beth Suzacq
2. «Agonía» - Beth Suzacq
3. «Black Angel» - Beth Suzacq
4. «Hush» - Beth Suzacq
5. «Óleo de mujer con sombrero» - Silvio Rodríguez
6. «Freedom» - Beth Suzacq
7. «Retrato en blanco y negro» - Tom Jobim/Chico Buarque
8. «Pecado» - Beth Suzacq
9. «Don't Explain» - Billie Holiday
10. «Intro Jazz» - Beth Suzacq

- Experta en Simular (single) - 2019

## Reconocimientos
Premios MIN (España)
| Año  | Categoría               | Álbum Nominado  |
| ---- | ----------------------- | --------------- |
| 2017 | Mejor Álbum             | Beth Suzacq     |
| 2017 | Mejor Álbum de Jazz     | Beth Suzacq     |
| 2017 | Mejor Artista Emergente | Beth Suzacq     |
| 2017 | Canción del Año         | Agonía          |
| 2017 | Mejor Videoclip         | Hush            |
| 2017 | Mejor Diseño Gráfico    | Artista: Murfin |